# Міраґ-Махале
Міраґ-Махале (перс. ميرگ محله) — село в Ірані, у дегестані Реза-Махале, у Центральному бахші, шагрестані Рудсар остану Ґілян. За даними перепису 2006 року, його населення становило 138 осіб, що проживали у складі 39 сімей.

## Клімат
Середня річна температура становить 15,21 °C, середня максимальна – 29,12 °C, а середня мінімальна – 1,24 °C. Середня річна кількість опадів – 1122 мм.
| Клімат поселення                              | Клімат поселення | Клімат поселення | Клімат поселення | Клімат поселення | Клімат поселення | Клімат поселення | Клімат поселення | Клімат поселення | Клімат поселення | Клімат поселення | Клімат поселення | Клімат поселення | Клімат поселення |
| Показник                                      | Січ.             | Лют.             | Бер.             | Квіт.            | Трав.            | Черв.            | Лип.             | Серп.            | Вер.             | Жовт.            | Лист.            | Груд.            |                  |
| Середній максимум, °C                         | 10,66            | 10,81            | 12,76            | 18,16            | 22,23            | 26,56            | 29,12            | 29,02            | 25,70            | 21,80            | 17,38            | 13,00            |                  |
| Середня температура, °C                       | 5,96             | 6,08             | 8,02             | 13,45            | 17,51            | 21,81            | 24,72            | 24,60            | 21,30            | 17,41            | 12,99            | 8,60             |                  |
| Середній мінімум, °C                          | 1,24             | 1,38             | 3,34             | 8,74             | 12,78            | 17,12            | 20,33            | 20,20            | 16,90            | 13,03            | 8,60             | 4,21             |                  |
| Норма опадів, мм                              | 96               | 83               | 82               | 44               | 46               | 36               | 33               | 58               | 136              | 225              | 159              | 124              |                  |
| Середньомісячна швидкість вітру, м/с          | 2.40             | 2.50             | 2.50             | 2.40             | 2.37             | 2.45             | 2.68             | 2.26             | 2.10             | 2.10             | 2.06             | 2.30             |                  |
| Середньомісячна сонячна радіація, кДж/м²·день | 7202             | 9226             | 11110            | 15297            | 19422            | 21078            | 21666            | 18318            | 14873            | 10731            | 8709             | 6840             |                  |
| --------------------------------------------- | ---------------- | ---------------- | ---------------- | ---------------- | ---------------- | ---------------- | ---------------- | ---------------- | ---------------- | ---------------- | ---------------- | ---------------- | ---------------- |
| Джерело:                                      |                  |                  |                  |                  |                  |                  |                  |                  |                  |                  |                  |                  |                  |